# J&K Technologies
J&K Technologies Corporation est une coentreprise japonaise qui résulte de la mise en commun des activités de JVC et Kenwood Corporation pour la recherche dans le domaine  de l'électronique pour l'automobile.